# Alex Strangelove
Alex Strangelove is een Amerikaanse dramedy-film uit 2018 onder een regie van Craigh Johnson die ook het verhaal schreef. Hoofdrollen worden gespeeld door Daniel Doheny, Antonio Marziale en Madeline Weinstein.
De film ging in première op 14 april 2018 tijdens het Internationaal filmfestival van San Francisco. Netflix lanceerde de film op 8 juni 2018.

## Verhaal
Alex Truelove en Claire zijn al vele jaren vrienden. Samen met enkele andere vrienden zijn ze gepassioneerd door de dierenwereld en hebben ze een eigen internetkanaal dat druk wordt bekeken.
Het is pas nadat er bij Claire's moeder borstkanker wordt vastgesteld, dat Alex en Claire een relatie starten. Ze beslissen om weldra gemeenschap te hebben. Echter, wanneer Alex Elliot ontmoet, een tiener die uit de kast is gekomen, begint hij te twijfelen over zijn seksuele voorkeur.
Tijdens hun geplande eerste vrijpartij lukt het bij Alex niet zo goed, totdat hij begint te fantaseren over Elliot. Hij bekent daarop aan Claire dat hij ook nog voor iemand anders gevoelens heeft. Zij is kwaad en verbreekt de relatie ter plaatse.
Een paar dagen later gaat Alex naar een feestje waar hij in een dronken bui op het punt staat gemeenschap te hebben met een meisje dewelke hij net ontmoette. Claire betrapt hen daar. Wanneer blijkt dat dat meisje een relatie heeft met een andere jongen, ontstaat er een gevecht. Alex kan ontsnappen, maar door zijn dronkenschap valt hij in een zwembad. Daar krijgt hij flashbacks over zijn kinder- en jeugdjaren en komt hij tot het besef dat hij wel degelijk op jongens valt. Claire vindt hem aan het zwembad waar Alex voor haar uit de kast komt en zegt dat de "persoon voor wie hij gevoelens heeft" Elliot is. Claire vat dit alles goed op en wil terug met Alex naar het aankomende eindejaarsbal gaan; iets wat voor hun breuk al was afgesproken. Deze outing geeft hem ook voldoende moed om zijn vrienden en anderen in te lichten.
Zoals gepland arriveren de twee tezamen op het eindejaarsbal. Daar blijkt dat Claire stiekem Elliot heeft uitgenodigd om voor de rest van de avond de partner te zijn van Alex. Zij zegt dat ze hun wel moest samenbrengen omdat geen van hen de eerste stap zou durven zetten. Omdat Alex de indruk heeft dat iedereen hem en Elliot begluurt, loopt hij weg. Een teleurgestelde Elliot beslist om te vertrekken. Net voordat Elliot de zaal wil uitgaan, wordt hij tegengehouden door Alex die hem terug naar de zaal begeleidt. Daar dansen ze samen. Alex beseft dat zijn liefde voor Elliot meer betekent dan "zijn zorg wat de anderen denken" waarop hij hem kust.
Net voor de aftiteling zijn Alex en Claire terug op hun videokanaal, maar ditmaal betreft het een videochat met tieners die niet-hetero zijn en vragen hebben over hun geaardheid en over hoe ze uit de kast moeten komen.

## Rolverdeling
| Acteur              | Personage      |
| ------------------- | -------------- |
| Daniel Doheny       | Alex Truelove  |
| Antonio Marziale    | Elliot         |
| Madeline Weinstein  | Claire         |
| Daniel Zolghadri    | Dell           |
| Nik Dodani          | Blake          |
| Fred Hechinger      | Josh           |
| Annie Q.            | Sophie Hicks   |
| Ayden Mayeri        | Hilary         |
| Kathryn Erbe        | Helen          |
| Joanna P. Adler     | Holly Truelove |
| William Ragsdale    | Ron Truelove   |
| Isabella Amara      | Gretchen       |
| Sophie Faulkenberry | Sierra         |
| Dante Costabile     | Dakota         |
| Isley Reust         | Isley          |
| Jesse James Keitel  | Sidney         |